# Charlotte Hook
Charlotte Hook (Cary, 29 de enero de 2004) es una deportista estadounidense que compite en natación. Ganó una medalla de plata en el Campeonato Mundial de Natación en Piscina Corta de 2021, en la prueba de 200 m mariposa.

## Palmarés internacional
| Campeonato Mundial en Piscina Corta | Campeonato Mundial en Piscina Corta | Campeonato Mundial en Piscina Corta | Campeonato Mundial en Piscina Corta |
| Año                                 | Lugar                               | Medalla                             | Prueba                              |
| ----------------------------------- | ----------------------------------- | ----------------------------------- | ----------------------------------- |
| 2021                                | Abu Dabi (EAU)                      | Medalla de plata                    | 200 m mariposa                      |